# Dlouhý John Silver

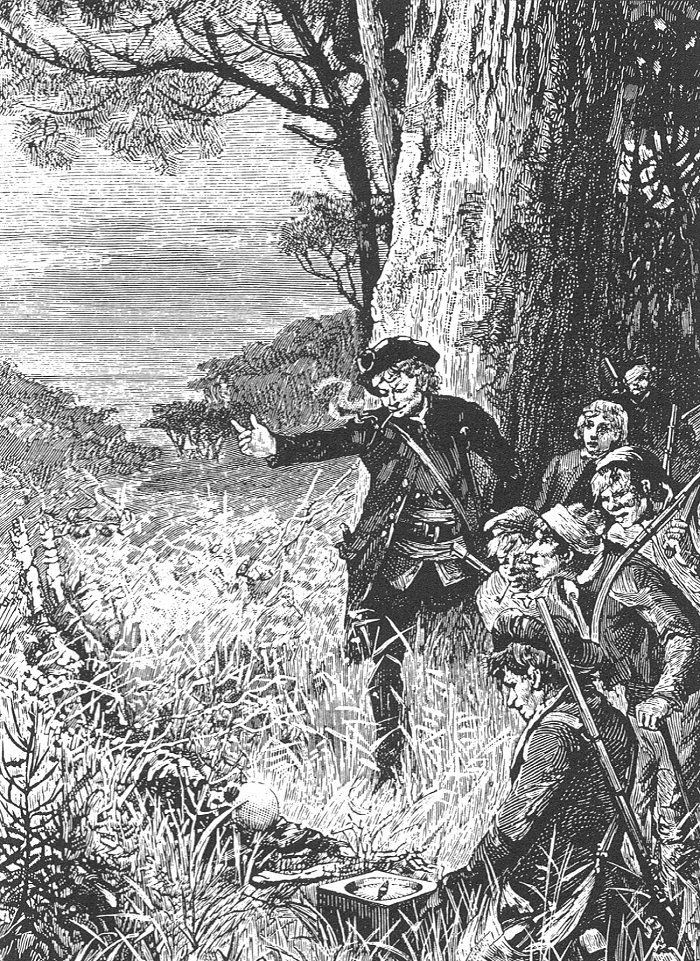
Dlouhý John Silver nacházející kostru Allardyse, ilustrace Georges Roux, 1885

Dlouhý John Silver (přezdívaný Rožeň) je jedna z hlavních postav věhlasného Stevensonova románu Ostrov pokladů, jakož i děl tímto románem inspirovaných (několik filmů Ostrov pokladů, televizní seriál Silverův návrat na ostrov pokladů, který byl pokračováním románu, atd.)

## Popis
Jednonohý, druhou nohu má pouze ke koleni, zbytek je nahrazen dřevěnou protézou. Při chůzi se opírá o dlouhou, dřevěnou, hrubě opracovanou, podpažní berlu, kterou zároveň bravurně používá jako smrtelně nebezpečnou zbraň. Je zvláštním temným způsobem charizmatický. Má mluvícího papouška, který umí věty: „Mrtví nemluví“ a „Samé dukáty“. Ač John Silver ztvárňuje zápornou postavu, které se nedá příliš věřit, dokáže být svým vlastním způsobem čestný.

## Povolání
Pirát, jeho kapitánem byl nejprve slavný England a později Flint, Silver byl lodní mistr, později kuchař na lodi. V Bristolu vlastnil přístavní hospodu U Dalekohledu, kterou však před výpravou za pokladem prodal.